# Jeff Fahey

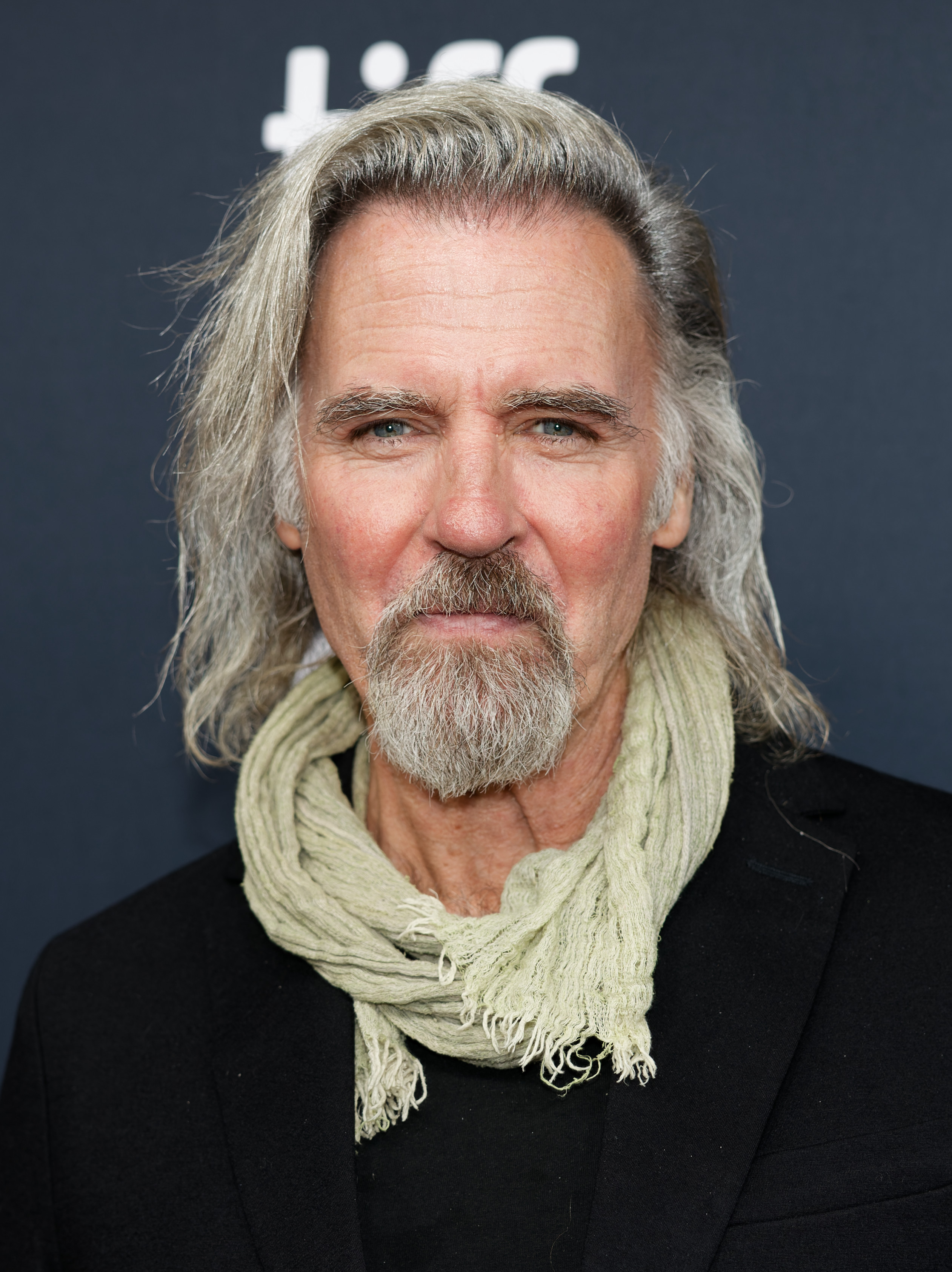
Jeff Fahey (2024)

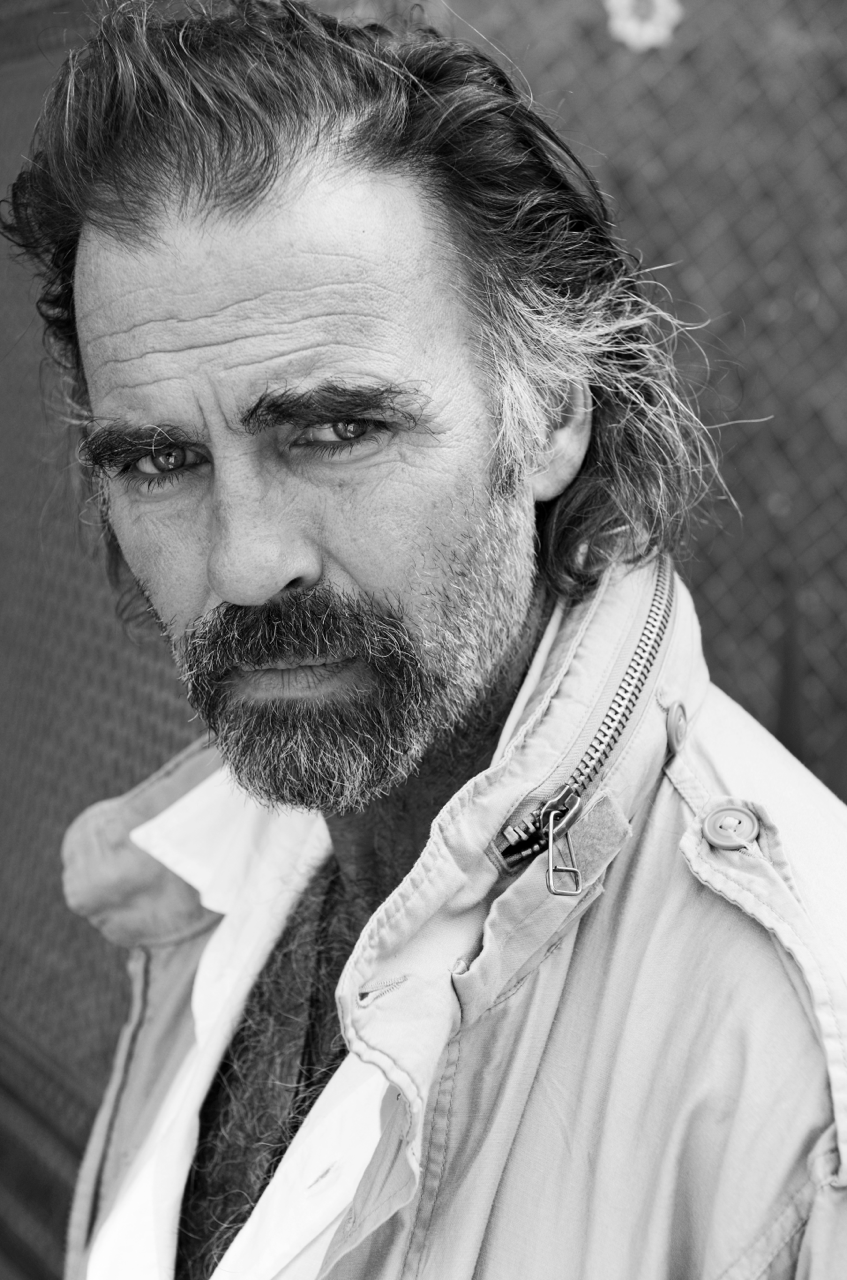
Jeff Fahey (2014)

Jeff Fahey (* 29. November 1952 in Olean, New York) ist ein US-amerikanischer Schauspieler.

## Leben
Die Familie von Fahey zog nach Buffalo, als er zehn Jahre alt war. Dort besuchte er die Father Baker's High School, die er im Jahr 1972 abschloss. Später unternahm er zahlreiche Reisen, unter anderen nach Israel und Indien; in dieser Zeit lebte er von Gelegenheitsjobs. Danach bekam er eine Anstellung am Studio Arena Theatre in Buffalo, später zog er nach New York City, wo er am Raft Theatre arbeitete.
Fahey spielte in den Jahren 1982 bis 1985 in der preisgekrönten Fernsehserie One Life to Live. Das erste Mal im Kino sah man ihn in Silverado und Psycho III.
Für seine Hauptrolle von Raymond Graham im Fernsehfilm The Execution of Raymond Graham (1985), in dem er neben George Dzundza und Morgan Freeman spielte, wurde er im Jahr 1986 für den Gemini Award nominiert.
Er spielte unter anderem Hauptrollen in dem Horrorfilm The Serpent of Death (1989), den Actionfilmen Meine Pferde – meine Liebe (1989) und True Blood (1989), dem Thriller Iron Maze – Im Netz der Leidenschaft (1991)  und im Science-Fiction-Film Der Rasenmähermann (1992).
In den Jahren 1995 bis 1996 trat er in einer Hauptrolle in der Fernsehserie The Marshal auf. 1998 spielte er an der Seite von Tahnee Welch die Hauptrolle in dem Film Johnny 2.0 – Die Replikantenfabrik. Im Thriller Cold Heart (2001) spielte er in einer der Hauptrollen neben Nastassja Kinski. Von 2008 bis 2010 spielte er in der Fernsehserie Lost den Piloten Frank Lapidus. Ein größeres Publikum konnte er erneut mit seinen Rollen in den Kinofilmen Planet Terror (2007) und Machete (2010) auf sich aufmerksam machen. Letzter geht zurück auf einen „Fake-Trailer“ aus dem Vorprogramm des ersten, in dem auch Fahey schon zu sehen war.
Faheys Schaffen umfasst mehr als 180 Film- und Fernsehproduktionen, darunter zahlreiche B-Filme.

## Filmografie (Auswahl)
- 1985: Silverado
- 1985: The Execution of Raymond Graham
- 1986: Psycho III
- 1986: Miami Vice (Fernsehserie; Folge 3x01)
- 1987: Final Night – Die letzte Nacht (Backfire)
- 1988: Sein letzter Kampf (Split Decisions)
- 1989: Die Pyramiden des Todes (Out of Time – The Serpent of Death)
- 1989: Impulse – Von Gefühlen getrieben (Impulse)
- 1989: Meine Pferde – meine Liebe (Minnamurra)
- 1989: True Blood
- 1990: Blue Heat – Einsame Zeit für Helden (The Last of the Finest)
- 1990: Weißer Jäger, schwarzes Herz (White Hunter Black Heart)
- 1991: Body Parts
- 1991: Iron Maze – Im Netz der Leidenschaft (Iron Maze)
- 1992: Der Rasenmähermann (The Lawnmower Man)
- 1992: Colors of Crime (Sketch Artist)
- 1993: Im Netz der Begierde (Woman of Desire)
- 1993: Am Rande der Dunkelheit (In the Company of Darkness)
- 1994: Wyatt Earp – Das Leben einer Legende (Wyatt Earp)
- 1995: Das Porträt des Killers (Sketch Artist II: Hands That See)
- 1995: Der Marshal (The Marshal, Fernsehserie, 25 Folgen)
- 1996: Time Under Fire
- 1996: Darkman III – Das Experiment (Die, Darkman Die)
- 1996: Kartenhaus der Liebe
- 1997: Operation Delta Force
- 1997: Underground – Die Vergeltung (The Underground)
- 1998: Johnny 2.0 – Die Replikantenfabrik (Johnny 2.0)
- 1998: Gerechtigkeit bis in den Tod (When Justice Fails)
- 1999: Dazzle – Verliebt in eine Elfe (Dazzle)
- 1999: Speed Train – Todesfahrt in die Hölle (Hijack)
- 1999: Ausgebeutet – Hölle hinter Gittern (Time Served)
- 1999: Revelation – Tödliche Prophezeiung (Revelation)
- 1999: Die Siebente Papyrusrolle (The Seventh Scroll, Fernsehserie)
- 1999: Roadblock (Detour)
- 2000: Epicenter
- 2001: Cold Heart
- 2001: Maniacts
- 2002: Inferno – Gefangen im Feuer (Inferno)
- 2004: Day of Redemption
- 2004: Close Call
- 2005: Manticore – Blutige Krallen (Manticore, Fernsehfilm)
- 2005: Heuschrecken – Die achte Plage (Locusts: The 8th Plague)
- 2005: Kampf der Planeten (Crimson Force, Fernsehfilm)
- 2006: Eiskalt wie die Hölle (Absolute Zero, Fernsehfilm)
- 2006: Scorpius Gigantus
- 2006: The Eden Formula
- 2007: Grindhouse: Planet Terror
- 2008: Criminal Minds (Fernsehserie)
- 2008: Psych (Fernsehserie, Folge 3x03)
- 2008–2010: Lost (Fernsehserie, 33 Folgen)
- 2009: Cold Case – Kein Opfer ist je vergessen (Cold Case, Fernsehserie, Folge 6x16)
- 2010: Terror Trap
- 2010: Machete
- 2012: Eldorado
- 2012: Femme Fatales (Fernsehserie, 2 Folgen)
- 2012: Alien Tornado (Fernsehfilm)
- 2012: Sushi Girl
- 2012: Guns and Girls (Guns, Girls and Gambling)
- 2012: Revolution (Fernsehserie, Folge 1x05)
- 2013: 100° Below Zero – Kalt wie die Hölle (100 Degrees Below Zero)
- 2013: Under the Dome (Fernsehserie, 3 Folgen)
- 2014: From Dusk Till Dawn: The Series (Fernsehserie, 4 Folgen)
- 2014: Beneath: Abstieg in die Finsternis
- 2015: Justified (Fernsehserie, 7 Folgen)
- 2015: Falling Skies (Fernsehserie, 5x10)
- 2015: Grimm (Fernsehserie, Folge 4x19)
- 2015: Texas Rising (Miniserie, 5 Folgen)
- 2015: Too Late
- 2016: Scorpion (Fernsehserie, Folge 2x15)
- 2016: Saltwater: Atomic Shark (Saltwater, Fernsehfilm)
- 2019: Alita: Battle Angel
- 2020: Beckman – Im Namen der Rache
- 2022: Maneater
- 2022: The Commando – Nur einer wird überleben (The Commando)
- 2022: The Long Night
- 2023: Hypnotic
- 2024: Horizon: An American Saga